# Ruth Holzhausen
Ruth Holzhausen (heute Ruth Holzhausen-Malkus) (* 29. September 1959 in Schwerte) ist eine ehemalige deutsche Volleyballspielerin.
Ruth Holzhausen war 151-fache deutsche A-Nationalspielerin und belegte 1984 mit der bundesdeutschen Volleyball-Nationalmannschaft bei den Olympischen Spielen in Los Angeles den sechsten Platz. Sie begann mit dem Volleyball zusammen mit ihrer Zwillingsschwester Ulla beim VC Schwerte. In den 1980er Jahren spielte sie dann bei den Bundesligisten USC Münster, SV Lohhof, SG/JDZ Feuerbach, 1. VC Wiesbaden und TV Hörde und war mehrfach Deutsche Meisterin und Pokalsiegerin.
Heute ist Ruth Holzhausen-Malkus Grundschullehrerin in Steinfurt. Ihre Tochter Lena Malkus ist eine erfolgreiche Weitspringerin.